# 두체

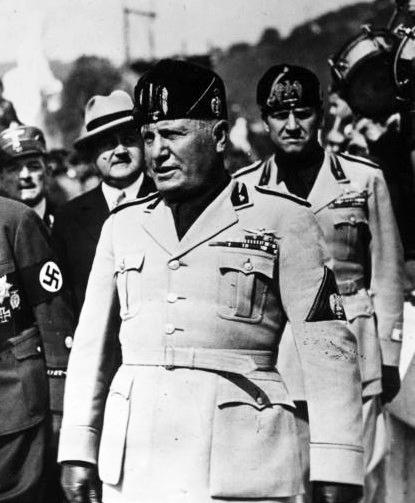
초대 두체이자 마지막 두체인 베니토 무솔리니

두체(이탈리아어: Duce)는 이탈리아 왕국의 파시스트 집권기의 국가 원수를 의미하는 뜻이다. 직역하면 지도자, 수령, 총통, 수상 등으로 번역할 수 있다.

## 유래 (두체)
이탈리아 통일때 지도자 주세페 가리발디를 찬양할 때 두체라고 불렀다.

## 역대 두체
| 대수 | 역대 두체       | 임기                               |
| ---- | --------------- | ---------------------------------- |
| 1대  | 베니토 무솔리니 | 1922년 10월 31일 ~ 1945년 4월 25일 |

## 같이 보기
- 퓌러
- 아돌프 히틀러
- 카를 되니즈
- 이탈리아
- 독일
- 나치